# Nossa Senhora dos Remédios
Nossa Senhora dos Remédios es una freguesia portuguesa perteneciente al concelho de Povoação, situado en la Isla de São Miguel, Región Autónoma de Azores. Posee un área de 12,66 km² y una población total de 1072 habitantes (2001). La densidad poblacional asciende a 84,7 hab/km². Se encuentra a una latitud de 37° N y una longitud 25º O. La freguesia se encuentra a 70 m s. n. m. La actividad económica principal es el cultivo del trigo y la ganadería, habiendo importantes terrenos dedicados al pasto de las reses.
- Datos: Q2994722
- Multimedia: Nossa Senhora dos Remédios (Povoação) / Q2994722

1. ↑  Worldpostalcodes.org,código postal n.º 9650-248.